# Eikendermolen
De Eikendermolen, Eyckholtermolen of Eyckendermolen was een watermolen in de gemeente Heerlen in de Nederlandse provincie Limburg. De watermolen ligt op het Landgoed Terworm toebehorend aan Kasteel Ter Worm. De molen stond op de Geleenbeek. Stroomopwaarts op deze beek lag de Weltermolen en stroomafwaarts de Oliemolen van Weustenrade.

## Geschiedenis
In 1468 werd de molen vermeld.
In de 19e eeuw waren er voor bovenstrooms drie sluizen bij de molen, waarbij de middelste sluis water liet stromen naar de vergaarvijver, de rechter sluis voor de bevloeiing van de velden bestemd was en de linker om een afslagtak te bedienen en bij de molen zich weer verenigde met het water dat gebruikt was voor het rad. De molen had in het midden van de 19e eeuw een middenslagrad met een breedte van 104 centimeter en een doorsnede van 4,2 meter.
In het begin van de jaren 1880 verving men het middenslagrad door een ijzeren bovenslagrad met een breedte van 79 centimeter en een doorsnede van 4,2 meter. Ook werd in diezelfde tijd het houten gangwerk door ijzeren gangwerk vervangen.
In het begin van de 20e eeuw ontstond er een conflict omdat er volgens de eigenaar door de mijnen te veel grondwater werd onttrokken waardoor de bronnen op het landgoed droogvielen.
In 1920 legde men de molen stil en de molentak naar het rad werd gedempt.